# パゴパゴ (アメリカ領サモア)
パゴパゴ（英語: Pago Pago [ˈpɑːŋɡoʊˈpɑːŋɡoʊ]、サモア語: Panhg-oh Panhg-goh）は、アメリカ領サモアの首都である。人口は3,656人（2010年アメリカ国勢調査）。アメリカ領サモア最大の島であるトゥトゥイラ島に位置する。
「パゴパゴ」は綴りの通りの発音であり、実際の発音は「パンゴーパンゴー」である。

## 概要
「パゴパゴ」の「パゴ」は、現地語で「暗い」を意味する。2回繰り返されているが、意味は変わらず、パゴパゴは同様に「暗い」を意味する。
パゴパゴはオセアニア地域において重要な港である。しかし、パゴパゴ港の海産物は重金属などの汚染物質により、食べるのには注意が必要である。
街にはツナ缶の工場が存在する。

## 気候
ケッペンの気候区分では熱帯雨林気候（Af）に属する。
| 月                        | 1月           | 2月           | 3月           | 4月           | 5月           | 6月          | 7月          | 8月         | 9月          | 10月          | 11月        | 12月          | 年               |
| ------------------------- | ------------- | ------------- | ------------- | ------------- | ------------- | ------------ | ------------ | ----------- | ------------ | ------------- | ----------- | ------------- | ---------------- |
| 最高気温記録 °C （°F）    | 35 (95)       | 37 (99)       | 35 (95)       | 35 (95)       | 34 (93)       | 35 (95)      | 33 (91)      | 33 (92)     | 33 (92)      | 34 (94)       | 35 (95)     | 34 (94)       | 37 (99)          |
| 平均最高気温 °C （°F）    | 30.9 (87.6)   | 31.1 (88.0)   | 31.2 (88.1)   | 30.8 (87.5)   | 30.1 (86.2)   | 29.4 (85.0)  | 29 (84.2)    | 29.1 (84.3) | 29.6 (85.3)  | 29.9 (85.8)   | 30.3 (86.6) | 30.8 (87.4)   | 30.2 (86.3)      |
| 日平均気温 °C （°F）      | 28.1 (82.6)   | 28.3 (82.9)   | 28.3 (82.9)   | 28.1 (82.5)   | 27.7 (81.8)   | 27.3 (81.1)  | 26.9 (80.4)  | 26.9 (80.4) | 27.3 (81.1)  | 27.5 (81.5)   | 27.8 (82.1) | 28.1 (82.5)   | 27.69 (81.82)    |
| 平均最低気温 °C （°F）    | 25.3 (77.6)   | 25.4 (77.7)   | 25.4 (77.8)   | 25.3 (77.6)   | 25.3 (77.5)   | 25.1 (77.1)  | 24.8 (76.6)  | 24.7 (76.5) | 24.9 (76.9)  | 25.1 (77.2)   | 25.3 (77.5) | 25.3 (77.6)   | 25.2 (77.3)      |
| 最低気温記録 °C （°F）    | 19 (67)       | 18 (65)       | 17 (63)       | 20 (68)       | 18 (65)       | 16 (61)      | 17 (62)      | 16 (60)     | 17 (62)      | 15 (59)       | 16 (60)     | 18 (65)       | 15 (59)          |
| 降水量 mm （inch）        | 376.7 (14.83) | 321.6 (12.66) | 296.2 (11.66) | 279.9 (11.02) | 269.5 (10.61) | 152.7 (6.01) | 164.1 (6.46) | 160 (6.30)  | 193.5 (7.62) | 256.8 (10.11) | 287 (11.30) | 368.6 (14.51) | 3,126.5 (123.09) |
| 平均降水日数 （≥0.01 in） | 24.0          | 21.4          | 23.8          | 22.1          | 20.1          | 19.1         | 19.3         | 17.8        | 17.9         | 20.9          | 20.8        | 23.1          | 250.2            |
| 出典：NOAA (normals)      |               |               |               |               |               |              |              |             |              |               |             |               |                  |

## 文学作品におけるパゴパゴ
モームの代表的短編小説である「雨」の舞台である。
また、景山民夫の『遠い海から来たCOO』は「パゴパゴ島」を舞台とするが、「パゴパゴ島」はフィジーの島という設定であり、パゴパゴがある島はトゥトゥイラ島であるため、アメリカ領サモアのパゴパゴとは無関係である。なお、同作の中で「パゴパゴ」はパパイヤを意味するとされている。

## 交通
- パゴパゴ港…サモアにおいて、重要な寄港地となっている。
- パゴパゴ国際空港